# Ludmila Orestovna Gabel
Pour les articles homonymes, voir Gabel.
 (juin 2025).
La mise en forme du texte ne suit pas les recommandations de Wikipédia : il faut le « wikifier ».
Les points d'amélioration suivants sont les cas les plus fréquents. Le détail des points à revoir est peut-être précisé sur la page de discussion.
- Les titres sont pré-formatés par le logiciel. Ils ne sont ni en capitales, ni en gras.
- Le texte ne doit pas être écrit en capitales (les noms de famille non plus), ni en gras, ni en italique, ni en « petit »…
- Le gras n'est utilisé que pour surligner le titre de l'article dans l'introduction, une seule fois.
- L'italique est rarement utilisé : mots en langue étrangère, titres d'œuvres, noms de bateaux, etc.
- Les citations ne sont pas en italique mais en corps de texte normal. Elles sont entourées par des guillemets français : « et ».
- Les listes à puces sont à éviter, des paragraphes rédigés étant largement préférés. Les tableaux sont à réserver à la présentation de données structurées (résultats, etc.).
- Les appels de note de bas de page (petits chiffres en exposant, introduits par l'outil «  Source ») sont à placer entre la fin de phrase et le point final[comme ça].
- Les liens internes (vers d'autres articles de Wikipédia) sont à choisir avec parcimonie. Créez des liens vers des articles approfondissant le sujet. Les termes génériques sans rapport avec le sujet sont à éviter, ainsi que les répétitions de liens vers un même terme.
- Les liens externes sont à placer uniquement dans une section « Liens externes », à la fin de l'article. Ces liens sont à choisir avec parcimonie suivant les règles définies. Si un lien sert de source à l'article, son insertion dans le texte est à faire par les notes de bas de page.
- La présentation des références doit suivre les conventions bibliographiques. Il est recommandé d'utiliser les modèles {{Ouvrage}}, {{Chapitre}}, {{Article}}, {{Lien web}} et/ou {{Bibliographie}}. Le mode d'édition visuel peut mettre en forme automatiquement les références.
- Insérer une infobox (cadre d'informations à droite) n'est pas obligatoire pour parachever la mise en page.

Pour une aide détaillée, merci de consulter Aide:Wikification.
Si vous pensez que ces points ont été résolus, vous pouvez retirer ce bandeau et améliorer la mise en forme d'un autre article.
Loudmila Orestovna Gabel (ukrainien : Людмила Орестівна Габель Lyoudmyla Orestivna Habel ; 1876 – 10 avril 1967) est une bibliothécaire, personnalité publique et juriste ukrainienne. Elle est née d'un couple de révolutionnaires narodniki, Orest et Augustina Gabel. Elle fut membre du Comité des bibliothèques rurales et de la Commission du livre de la Société d'alphabétisation de Kharkiv. En 1887, au retour d'exil de son père, la famille déménage à Kharkiv, où Ludmila poursuit ses études. Elle est diplômée du deuxième lycée féminin de Kharkiv, obtenant le titre de tutrice à domicile.
Sa ferveur révolutionnaire était évidente dès son plus jeune âge, ce qui a conduit à son arrestation en 1901 pour suspicion d'implication avec les socialistes révolutionnaires de Kharkiv. Bien qu'elle ait été libérée faute de preuves incriminantes, Ludmila est restée sous surveillance. En 1904, elle franchit une étape importante dans sa carrière universitaire en devenant l'une des premières femmes admises à la Faculté de droit de l'Université de Kharkiv. Elle a également mis en place la bibliothèque du tribunal pour mineurs de Kharkiv. Son action en faveur de l’éducation des femmes a marqué un tournant dans sa jeunesse, ouvrant la voie à ses futures contributions aux mouvements révolutionnaires et féministes de Kharkiv.

## Jeunesse et éducation
Ludmila Orestovna Gabel naît en 1876, premier enfant de la famille des révolutionnaires narodniki Orest Gabel et Augustina Gabel. L'année de la naissance de Ludmila Orestovna, Orest et Augustina planifient les évasions de prison des révolutionnaires Sergei Kovalik (ru) et Porfiriy Voynaralsky (ru) . Cependant, le plan échoue et ses instigateurs sontcapturés. Au moment de son arrestation, Augustina Stanislavovna était enceinte. Après la naissance de Ludmila, l'état de sa mère s'aggrave et elles sont hospitalisées. Après un certain temps, Ludmila est confiée à la sœur aînée de sa mère, Elena Limbek, avec qui Ludmila a passé les premiers mois de sa vie. Six mois plus tard, Augustina est libérée de prison, principalement grâce aux relations d'Elena avec l'influent fonctionnaire Anatoly Koni. Peu de temps après, le père de Ludmila est condamné à l'exil en Sibérie occidentale et Augustina partit avec lui. À l'été 1878, elle part pour Balagansk avec Ludmila.
En 1887, l'exil de son père prend fin et la famille s'installe à Kharkiv. Ludmila est diplômée du deuxième lycée féminin de Kharkiv avec le titre de tutrice à domicile.
Dès sa jeunesse, Ludmila est passionnée par les idées révolutionnaires. En 1901, elle fut arrêtée pour suspicion d'implication avec le groupe des socialistes révolutionnaires de Kharkiv. Une perquisition est menée, qui ne révèle aucun écrit révolutionnaire interdit en possession de Ludmila. Cependant, en raison de ses liens avec des figures révolutionnaires de la capitale, elle est emmenée à Saint-Pétersbourg, où elle plaide coupable. À son retour à Kharkiv, elle est placée sous étroite surveillance, qui dura du 5 juin au 13 septembre 1901. Avec sa sœur Maria, elle est membre de l'unité de combat de V.O. Talayev et participe aux événements politiques de 1905,.
En septembre 1904, elle demande au conservateur du district éducatif de Kharkiv de proposer sa candidature au ministère de l'Éducation pour assister aux cours à la faculté de droit de l'université de Kharkiv. La demande fut approuvée et elle devint, avec la une personne de la noblesse nommée Dombrovskaïa, la première femme à étudier à la Faculté de droit de l'Université de Kharkiv. 

## Carrière
Gabel est étroitement associée à la bibliothèque publique de Kharkiv. Elle devient membre de la bibliothèque en 1894, effectue divers travaux au sein de la bibliothèque et participe à la défense des droits des travailleurs bénévoles de la bibliothèque,.
Gabel a participé activement aux activités du Comité d'aménagement des bibliothèques rurales de la Société de Kharkhiv pour l'alphabétisation du peuple. À partir de 1898, elle fut membre et collaboratrice de ce comité, ainsi que membre de sa Commission du livre. Elle a contribué à ouvrir de nouvelles bibliothèques dans le gouvernorat de Kharkiv, en leur fournissant des livres.
À l'hiver 1907, sur ordre du gouverneur général, le dépôt de livres du Comité est scellé. À cette époque, il contient beaucoup de livres interdits. Gabel y pénètre pour en extraire clandestinement les livres interdits. La fermeture de l'entrepôt pendant six mois et les nouvelles restrictions imposées au métier de bibliothècaire compliquent grandement le travail du Comité et, au début de 1910, il est dissous. Gabel et d’autres membres du Comité sont arrêtés, accusés d’avoir diffusé de la propagande révolutionnaire. Le 8 mars 1910, elle est libérée de prison contre une caution de 3 000 roubles. Elle est alors officieusement placée sous surveillance jusqu'au 29 mars 1912, date à laquelle les membres du comité sont acquittés en raison du manque de preuves de leurs activités illégales.
Après avoir été acquittée, Gabel s'implique activement dans le mouvement féministe de la ville.  Les militantes y abordent les questions liées aux droits des femmes ayant fait des études supérieures et créent la branche de Kharkiv de la Ligue pour l'égalité des femmes, l'une des deux de l'Empire russe à l'époque, qui siège dans l'appartement de Gabel,,.
Le 16 novembre 1912, elle estélue membre du conseil d'administration de la Société de Kharkiv pour le patronage des mineurs, nouvellement créée, dont elle devint plus tard la secrétaire. Au printemps de l’année suivante, elle s’est portée volontaire comme tutrice du tribunal pour mineurs. Durant l’été, elle a représenté Kharkiv au premier Congrès international sur la protection de l’enfance à Bruxelles. À l’automne, elle a organisé une bibliothèque dans la salle d’audience et a animé des événements festifs pour les jeunes détenus. À la mi-octobre 1913, elle quitta le tribunal pour mineurs et publia plusieurs lettres dans les journaux de Kharkiv dénonçant le traitement inhumain des enfants par les fonctionnaires du tribunal. 
À l'époque soviétique, elle travaille à l'Union centrale des associations de consommateurs ukrainiens (Ukoopspilka) et à la Soyuzpredsprosi. En 1950, elle publie ses souvenirs des activités du Comité des bibliothèques rurales de la Société d'alphabétisation de Kharkiv, très bien accueillis par la Commission sur l'histoire des bibliothèques à l'Institut de théorie et d'histoire de la pédagogie de l'Académie des sciences pédagogiques.

## Vie personnelle
Après la Seconde Guerre mondiale, elle vit dans la Maison des Spécialistes dans l'appartement de sa sœur cadette Margarita.
Ludmila Gabel est décédée le 10 avril 1967 à Kharkiv. Son lieu de sépulture est inconnu.
Il existe des informations contradictoires sur l’appartenance religieuse de Gabel. Les documents de surveillance de 1901 la décrivent comme luthérienne, tandis que ceux de 1910 la décrivent comme catholique. Margarita a écrit dans ses mémoires que les enfants de la famille ont été élevés comme athées.